# Microloxia herbaria
Microloxia herbaria là một loài bướm đêm trong họ Geometridae.